# Eksponenta macierzy
Eksponenta macierzy – funkcja macierzowa zdefiniowana dla macierzy kwadratowych analogicznie jak klasyczna funkcja wykładnicza. Eksponentą macierzy rzeczywistej lub zespolonej {\displaystyle X} wymiaru {\displaystyle n\times n} jest macierz wymiaru {\displaystyle n\times n,} oznaczana jako {\displaystyle e^{X}} albo {\displaystyle \exp(X),} zadana przez szereg potęgowy:
{\displaystyle e^{X}=\sum _{k=0}^{\infty }{\frac {1}{k!}}\,X^{k},}
przy czym przyjmuje się:
- {\displaystyle X^{0}=I,}
- w szczególności {\displaystyle 0^{0}=I,}

gdzie:
- {\displaystyle I} – macierz jednostkowa {\displaystyle n\times n,}
- {\displaystyle 0} – macierz zerowa {\displaystyle n\times n.}

## Twierdzenia I
Oznaczenia:
- {\displaystyle X,} {\displaystyle Y} – dowolne macierze zespolone {\displaystyle n\times n}
- {\displaystyle a,} {\displaystyle b} – dowolne liczby zespolone

Twierdzenia:
(1) {\displaystyle e^{0}=I}
(2) {\displaystyle e^{X^{T}}=(e^{X})^{T}}
gdzie {\displaystyle X^{T}} – macierz transponowana macierzy {\displaystyle X}
(3) {\displaystyle e^{X^{\dagger }}=(e^{X})^{\dagger }}
gdzie {\displaystyle X^{\dagger }} – macierz hermitowsko sprzężona do macierzy {\displaystyle X}
(4) Jeżeli macierz {\displaystyle Y} jest odwracalna, to {\displaystyle e^{YXY^{-1}}=Ye^{X}Y^{-1}}
(5) Jeżeli macierze {\displaystyle X} i {\displaystyle Y} komutują (tzn. ich mnożenie jest przemienne, {\displaystyle XY=YX}), to
{\displaystyle e^{X}e^{Y}=e^{X+Y}}

### Z tw. (5) wynika, że
(6) {\displaystyle e^{X}e^{-X}=e^{0}=I}
(7) {\displaystyle e^{aX}e^{bX}=e^{(a+b)X}}

## Twierdzenia II
(8) Jeżeli {\displaystyle X} jest macierzą symetryczną, to {\displaystyle e^{X}} jest macierzą symetryczną.
(9) Jeżeli {\displaystyle X} jest macierzą antysymetryczną, to {\displaystyle e^{X}} jest macierzą ortogonalną.
(10) Jeżeli {\displaystyle X} jest macierzą hermitowską, to {\displaystyle e^{X}} jest macierzą hermitowską.
(11) Jeżeli {\displaystyle X} jest macierzą antyhermitowską, to {\displaystyle e^{X}} jest macierzą unitarną.

## Obliczanie eksponenty macierzy

### Macierz diagonalna
Jeżeli macierz jest diagonalna
{\displaystyle D={\begin{bmatrix}d_{1}&0&\ldots &0\\0&d_{2}&\ldots &0\\\vdots &\vdots &\ddots &\vdots \\0&0&\ldots &d_{n}\end{bmatrix}},}
to
{\displaystyle e^{D}={\begin{bmatrix}e^{d_{1}}&0&\ldots &0\\0&e^{d_{2}}&\ldots &0\\\vdots &\vdots &\ddots &\vdots \\0&0&\ldots &e^{d_{n}}\end{bmatrix}}.}

### Macierz diagonalizowalna
Jeżeli macierz {\displaystyle X} można przedstawić w postaci
{\displaystyle X=YDY^{-1},}
gdzie {\displaystyle D} – macierz diagonalna, to z tw. (4) wynika, że
{\displaystyle e^{X}=Ye^{D}Y^{-1}.}

## Tw. Liego o eksponencie sumy macierzy
Jeżeli {\displaystyle X} oraz {\displaystyle Y} nie komutują, to można obliczyć eksponentę sumy tych macierzy, posługując się twierdzeniem Liego
{\displaystyle e^{X+Y}=\lim _{k\to \infty }\left(e^{{\frac {1}{k}}X}e^{{\frac {1}{k}}Y}\right)^{k}.}
Jeżeli użyje się dostatecznie dużej wartości {\displaystyle k} (np. {\displaystyle k=10^{6}}), to otrzyma się dokładne przybliżenie, często używane w numerycznego obliczania ewolucji w czasie jednowymiarowych układów kwantowych o wielu cząstkach, gdyż wtedy
{\displaystyle e^{X+Y}\approx \left(e^{{\frac {1}{k}}X}e^{{\frac {1}{k}}Y}\right)^{k}.}

## Tw. Bakera-Campbelli-Hausdorffa
Gdy {\displaystyle X} oraz {\displaystyle Y} są dostatecznie małe i niekoniecznie komutują, to
{\displaystyle e^{X}\cdot e^{Y}=e^{Z},}
gdzie {\displaystyle Z} jest nieskończonym szeregiem komutatorów, utworzonych z macierzy {\displaystyle X} oraz {\displaystyle Y,} zgodnie z tw. Bakera-Campbella-Hausdorffa
{\displaystyle Z=X+Y+{\frac {1}{2}}[X,Y]+{\frac {1}{12}}{\big [}X,[X,Y]{\big ]}-{\frac {1}{12}}{\big [}Y,[X,Y]{\big ]}+\ldots ,}
gdzie {\displaystyle [X,Y]=XY-YX,} itp. Pozostałe składniki szeregu stanowią bardziej złożone komutatory, zawierające {\displaystyle X} oraz {\displaystyle Y.}
Jeżeli {\displaystyle X} oraz {\displaystyle Y} komutują, tj. {\displaystyle [X,Y]=0,} to wszystkie inne komutatory zerują się i otrzymuje się prosty wzór
{\displaystyle e^{X}\cdot e^{Y}=e^{X+Y}}

## Numeryczne liczenie eksponenty macierzy
Obliczanie eksponenty macierzy w ogólnym przypadku nie jest proste. Poniżej podano kod w języku python, służący do numerycznego obliczenia eksponenty macierzy, korzystający z biblioteki NumPy, dedykowanej do obliczeń na macierzach. NumPy zawiera funkcję expm, która oblicza eksponentę macierzy. Program można uruchomić, korzystając np. z darmowego notatnika colab google online, przy czym macierz do obliczeń zadaje się w linii 4 programu, podając kolejne jej wiersze. Poniższy kod liczy eksponentę macierzy {\displaystyle 2\times 2,} ale łatwo go zmodyfikować do liczenia eksponenty macierzy {\displaystyle n\times n.} Np. X = np. array([[1, 1, 1], [2, 1, 0], [3, 0,1]]) – macierz {\displaystyle n\times n} z zapisanymi kolejnymi wierszami, zaczynając od wiersza 1-go.
```
import
 
numpy
 
as
 
np

from
 
scipy.linalg
 
import
 
expm

X
 
=
 
np
.
         
array
([[
1
,
 
0
],
 
[
0
,
 
1
]])

expX
 
=
 
expm
(
X
)

print
(
expX
)

# Wynik

# [[2.71828183 0.        ]

# [0.         2.71828183]]

```

## Przykłady

### Macierze niekomutujące
Niech będą dane macierze
{\displaystyle X={\begin{bmatrix}1&0\\0&2\end{bmatrix}},\quad Y={\begin{bmatrix}0&1\\0&0\end{bmatrix}}}
Macierze te nie komutują ze sobą, gdyż:
{\displaystyle XY-YX={\begin{bmatrix}0&-1\\0&0\end{bmatrix}}}
Nie są więc spełnione założenia Tw. (5). Obliczając eksponenty {\displaystyle A=e^{X}} oraz {\displaystyle B=e^{Y}} (np. korzystając z kodu w python, podanego wyżej), a następnie mnożąc otrzymane macierze {\displaystyle A,B} przez siebie otrzyma się:
{\displaystyle e^{X}e^{Y}={\begin{bmatrix}2{,}71828183&2{,}71828183\\0&7{,}3890561\end{bmatrix}}}
zaś
{\displaystyle e^{X+Y}={\begin{bmatrix}2{,}71828183&4{,}67077427\\0&7{,}3890561\end{bmatrix}}}
Widać, że tym wypadku {\displaystyle e^{X}e^{Y}\neq e^{X+Y}.}

### Macierze komutujące
Niech będą dane macierze (tzw. macierze obrotu)
{\displaystyle X={\begin{bmatrix}\cos x&-\sin x\\\sin x&\cos x\end{bmatrix}},\quad Y={\begin{bmatrix}\cos y&-\sin y\\\sin y&\cos y\end{bmatrix}}}
Macierze te komutują ze sobą dla dowolnych kątów {\displaystyle x,y,} tj. zawsze mamy:
{\displaystyle XY-YX={\begin{bmatrix}1&0\\0&1\end{bmatrix}}}
Z tw. (5) wynika, że w tym wypadku jest prawdą, że {\displaystyle e^{X}e^{Y}=e^{X+Y}.}
Przykładowo, dla {\displaystyle x=\pi /2,y=\pi /4} mamy
{\displaystyle X={\begin{bmatrix}0&-1\\1&0\end{bmatrix}},\quad Y={\frac {1}{\sqrt {2}}}{\begin{bmatrix}1&-1\\1&1\end{bmatrix}}}
Obliczając eksponenty {\displaystyle A=e^{X}} oraz {\displaystyle B=e^{Y}} (np. korzystając z kodu w python, podanego wyżej), a następnie mnożąc otrzymane macierze {\displaystyle A,B} przez siebie, otrzymuje się:
{\displaystyle e^{X}\cdot e^{Y}={\begin{bmatrix}-0{,}27559796&-2{,}0093024\\-2{,}0093024&-0{,}27559796\end{bmatrix}}}
Obliczając macierz {\displaystyle C=X+Y,} a następnie jej eksponentę, otrzymuje się
{\displaystyle e^{X+Y}={\begin{bmatrix}-0{,}27559796&-2{,}0093024\\-2{,}0093024&-0{,}27559796\end{bmatrix}}}
Widać, iż teraz {\displaystyle e^{X}e^{Y}=e^{X+Y}.}